# Jacek Szczepański
Jacek Emil Szczepański (ur. 1971) – historyk – doktor habilitowany, muzealnik – kustosz dyplomowany, twórca i dyrektor Muzeum Historycznego w Legionowie (2006-2025). Członek Honorowy Towarzystwa Przyjaciół Legionowa. Współzałożyciel i były redaktor naczelny „Rocznika Legionowskiego”. W 2009 r. został wyróżniony tytułem: Zasłużony dla Miasta Legionowa. Członek Kapituły Konkursu Mazowieckie Zdarzenia Muzealne „Wierzba”, recenzent naukowy czasopism: „Studia Mazowieckie”, „Studia z Dziejów Wojskowości”, „Przegląd Historyczno-Wojskowy”, redaktor tematyczny (biografistyka) czasopisma „Niepodległość i Pamięć” wydawanego przez Muzeum Niepodległości w Warszawie. Członek Mazowieckiego Towarzystwa Naukowego, Ogólnopolskiego Stowarzyszenia Historyków Wojskowości, Oddziału Mazowieckiego Stowarzyszenia Muzealników Polskich. 

## Życiorys

### Wykształcenie i działalność naukowa
Ukończył Szkołę Podstawową nr 1 im. M. Kopernika w Legionowie (1978–1986) oraz Liceum Ogólnokształcące im. M. Konopnickiej w Legionowie (1990). Absolwent Instytutu Filozofii Uniwersytetu Warszawskiego (1998). W czerwcu 2005 r. otrzymał stopień doktora nauk humanistycznych w zakresie historii w Instytucie Historii Uniwersytetu w Białymstoku – rozprawa doktorska pt. Wojska balonowe w Polsce 1919–1939. Aspekty militarne i propagandowe, promotor prof. Adam Czesław Dobroński. W listopadzie 2013 r. uzyskał stopień naukowy doktora habilitowanego na Wydziale Historyczno–Socjologicznym Uniwersytetu w Białymstoku na podstawie rozprawy: Landszturm w Generalnym Gubernatorstwie Warszawskim 1915–1918. Formacja głębokich rezerw, Warszawa 2012.
Ukończył także:
- Podyplomowe Studia Historyczne w Instytucie Historycznym Uniwersytetu Warszawskiego (2000, z wyróżnieniem),
- Podyplomowe Studia Muzealnicze przy Wydziale Historycznym UW (2004),
- Podyplomowe Studia Edytorskie w Instytucie Badań Literackich PAN (2006),
- Podyplomowe Studia Zarządzania Kulturą w PAN (2012).

W kręgu zainteresowań naukowo-muzealnych J. Szczepańskiego znajduje się problematyka funkcjonowania armii rosyjskiej od końca XIX stulecia do wybuchu I wojny światowej; militarne aspekty pierwszej okupacji niemieckiej na ziemiach polskich 1915–1918, wojsko II RP ze szczególnym uwzględnieniem jednostek balonowych. Od lat bada historię Legionowa i Mazowsza oraz dzieje dawnej pocztówki. Opublikował artykuły m.in. w „Dziejach Najnowszych”, „Studiach Mazowieckich”, „Kwartalniku Historii Żydów”, „Roczniku Mazowieckim”, „Spotkaniach z Zabytkami”, „Kwartalniku Historycznym Karta”, „Niepodległości i Pamięci”, „Zeszytach Naukowych Muzeum Wojska w Białymstoku”, „Zeszytach Naukowych Ostrołęckiego Towarzystwa Naukowego”, „Pułtusk. Studia i materiały z dziejów miasta i regionu”, „Ziemi Łomżyńskiej”, „Mińskich Zeszytach Muzealnych”, „Filokartyście”, „Polis”, „Roczniku Mareckim" i „Roczniku Legionowskim”. W latach 2015–2016 zastępca redaktora naczelnego „Rocznika Wołomińskiego”.

### Praca zawodowa
W latach 1995–1997 nauczyciel w IX LO im. Klementyny Hoffmanowej w Warszawie, a następnie etatowy dziennikarz redakcji „Życie Warszawy” (1997–1999). Redagował kolumnę historyczną Warszawa Wspomnień. Współpracownik varsavianisty red. Jerzego Kasprzyckiego. W 1999 r. podjął pracę w Wydziale Kultury Urzędu Miasta w Legionowie. Twórca i kierownik Zbiorów Historycznych Miasta Legionowo (od 2001 r.), a następnie dyrektor Muzeum Historycznego w Legionowie (2006-2025).
Muzeum pod kierownictwem J. Szczepańskiego trzykrotnie zdobyło I nagrodę w konkursie Mazowieckie Zdarzenia Muzealne „Wierzba” za wystawy: W krainie lodów i książek – rzecz o Alinie i Czesławie Centkiewiczach (2013); Przemysłowe Legionowo 1897–1939 (2014) oraz Nad głowami sosny szumiące... 100 rocznica nadania nazwy Legionowo (2020 r.). W 2015 r. Generalny Konserwator Zabytków nadał odrestaurowanemu budynkowi Muzeum Historycznego – Filii „Piaski" prestiżowe wyróżnienie w Konkursie „Zabytek Zadbany”.

### Działalność społeczna i samorządowa
Od 1994 r. członek Towarzystwa Przyjaciół Legionowa, wielokrotny wiceprezes i prezes TPL. W 2002 r. współzałożyciel z prof. Arkadiuszem Kołodziejczykiem czasopisma historycznego pt. „Rocznik Legionowski”. 
Radny Rady Powiatu Legionowskiego III, IV, V i VI kadencji (2006-2024). Podczas III kadencji przewodniczący Komisji Kultury i Sportu, w V kadencji wiceprzewodniczący tej komisji. W VI kadencji wiceprzewodniczący Komisji Porządku Publicznego.

## Odznaczenia i wyróżnienia
Odznaczenia
- Złoty Krzyż Zasługi (2007)[1]
- Brązowy Medal „Za Zasługi dla Obronności Kraju” (2009)
- Złota Odznaka „Za opiekę nad zabytkami” nadana przez Ministra Kultury i Dziedzictwa Narodowego (2016)
- Odznaka Honorowa i Medal Kustosza Tradycji, Chwały i Sławy Oręża Polskiego – nadana przez Ministra Obrony Narodowej (2012)[2]
- Medal „Pro Patria” przyznany przez Kierownika Urzędu ds. Kombatantów i Osób Represjonowanych (2014)
- Odznaka Honorowa Krzyż za Zasługi dla Związku Inwalidów Wojennych RP (2013)
- Krzyż 95 lat Związku Inwalidów Wojennych RP (2014)
- Odznaka „Za Zasługi dla Związku Kombatantów RP i Byłych Więźniów Politycznych” (2003)
- Odznaka Honorowa „Za Zasługi dla Światowego Związku Żołnierzy Armii Krajowej” (2024)
- Medal „W Uznaniu Zasług dla Światowego Związku Polskich Żołnierzy Łączności” (2017)
- Krzyż „Za Zasługi dla Oddziału Zegrze Światowego Związku Polskich Żołnierzy Łączności” (2022)
- Krzyż Złoty z Gwiazdą Związku Żołnierzy Wojska Polskiego (2023)

Nagrody i wyróżnienia
- Nagroda Marszałka Województwa Mazowieckiego (2009)
- Statuetka i tytuł: „Zasłużony dla Miasta Legionowa" (2009)[3]
- Tytuł: Honorowy Żołnierz 1. Legionowskiego Batalionu Zaopatrzenia im. płk. J. Sielewicza (2012)
- Tytuł: Członek Honorowy Towarzystwa Przyjaciół Legionowa (2022)
- Wyróżnienie w Konkursie „Innowacyjny Menedżer Kultury” przyznane przez Marszałka Województwa Mazowieckiego (2017)
- Wyróżnienie i Medal w Konkursie im. Zygmunta Glogera (2006)
- Wyróżnienie w Konkursie na Najlepsze Masoviana im. Aleksandra Gieysztora (2003)

## Książki
- Obóz Hurki. Dzieje garnizonu w Legionowie do 1918 roku, wyd. TPL, Legionowo 1997
- Powiat legionowski na dawnej pocztówce, wyd. TPL, Legionowo 2000
- Powiat legionowski na dawnej pocztówce. Kontynuacja, wyd. TPL, Legionowo 2002 (Wyróżnienie w Konkursie na Najlepsze Masoviana im. Aleksandra Gieysztora) 2003
- Wojska balonowe. Legionowo 1897–1939, Pruszków 2004
- Z dziejów rosyjskiego 4. Batalionu Kolejowego (1877–1915), Pruszków 2005
- 2 Batalion Balonowy, (współautorzy: Z. Kozak, Z. Moszumański), Pruszków 2006
- 1 Batalion Balonowy, (współautorzy: Z. Kozak, Z. Moszumański), Pruszków 2007
- Powiat legionowski na dawnej pocztówce. Wydawcy i serie, Legionowo 2007
- Wytwórnia Balonów i Spadochronów, (współautorzy: Z. Kozak, Z. Moszumański), Pruszków 2008
- Niemiecka Piechota Zapasowa w Generalnym Gubernatorstwie Warszawskim 1915–1918, wyd. Bellona, Warszawa 2008
- Podpułkownik Franciszek Hynek (1897–1958), (współautorzy: Z. Kozak, Z. Moszumański), Pruszków 2008
- Wielka Wojna 1914–1918 w zarysie, (współautor: W. Markert), Pruszków 2009
- Major Władysław Pomaski (1895–1981), (współautorzy: Z. Kozak, Z. Moszumański), Pruszków 2009
- Powiat legionowski: przewodnik subiektywny, wyd. MCKiS, Warszawa 2011
- Landszturm w Generalnym Gubernatorstwie Warszawskim 1915–1918. Formacja głębokich rezerw, Warszawa 2012
- Niemiecki obóz kwarantannowy w Zegrzu 1918 r., Legionowo 2013
- Zegrzyńskie feldposty niemieckiej piechoty zapasowej 1915–1918, Legionowo 2013
- Oficerska Szkoła Aeronautyczna (1919–1924), (współautorzy: Z. Kozak, Z. Moszumański), Pruszków-Legionowo 2014
- Jabłonna - Ty morderco mojej młodości! Korespondencja żołnierzy niemieckich z garnizonu Jabłonna 1915–1918, Legionowo 2015
- Ludność żydowska w Legionowie i jej Zagłada, Legionowo 2017 (wyróżnienie w XII edycji konkursu „Mazowieckie Zdarzenia Muzealne - Wierzba")
- Kapitan Zbigniew Burzyński (1902–1971), (współautorzy: Z. Kozak, Z. Moszumański), Pruszków 2019
- Pułkownik Julian Sielewicz (1892–1940), (współautorzy: Z. Kozak, Z. Moszumański), Pruszków-Legionowo 2019
- Peowiacy i ich losy (Jabłonna, Chotomów, Krubin, Wieliszew), wyd. Muzeum Niepodległości, Warszawa 2020[4]
- Dawna pocztówka z Jabłonny 1899-1939, Jabłonna 2022
- Rodzina Skonieckich i ruch komunistyczny w Legionowie, Legionowo 2023[5]